# NGC 1476
NGC 1476 é uma galáxia espiral (Sa) localizada na direcção da constelação de Horologium. Possui uma declinação de -44° 31' 56" e uma ascensão recta de 3 horas, 52 minutos e 08,6 segundos.
A galáxia NGC 1476 foi descoberta em 14 de Dezembro de 1835 por John Herschel.